# Юдин, Александр Дмитриевич
Алекса́ндр Дми́триевич Ю́дин (1 сентября 1925, Никольское, Вологодская губерния — 8 января 1994, Северодвинск, Архангельская область) — участник Великой Отечественной войны, командир стрелкового отделения 1033-го стрелкового полка 280-й стрелковой дивизии 60-й армии Центрального фронта, Герой Советского Союза.

## Биография
Родился 1 сентября 1925 года в селе Никольское (ныне Усть-Кубинский район, Вологодская область) в крестьянской семье. Русский.
Окончил 7 классов и курсы мастеров лесного хозяйства. Работал мастером леса в Лимендском леспромхозе Котласского района Архангельской области.
В Красной Армии с января 1943 года. Член ВКП(б)/КПСС с 1947 года.
В учебном батальоне получил воинскую специальность «пулемётчик» и в июне 1943 года прибыл в действующую армию на передовую линию Орловско-Курского направления. Участвовал в Курской битве. Позже воевал на Брянщине, форсировал реку Сейм, освобождал украинскую землю.
Командир стрелкового отделения младший сержант А. Д. Юдин особо отличился в конце сентября 1943 года при форсировании реки Днепр в районе села Окуниново Козелецкого района Черниговской области Украины.
Указом Президиума Верховного Совета СССР от 17 октября 1943 года за успешное форсирование реки Днепр севернее Киева, прочное закрепление плацдарма на западном берегу реки Днепр и проявленные при этом отвагу и геройство младшему сержанту Юдину Александру Дмитриевичу присвоено звание Героя Советского Союза с вручением ордена Ленина и медали «Золотая Звезда» (№ 8881).

## Награды и звания
- Орден Ленина (17.10.1943).
- Орден Октябрьской Революции.
- Орден Отечественной войны 1-й степени (11.03.1985).
- Орден Красной Звезды (5.04.1944).
- «Знак Почёта»
- Медали, в том числе:
  - Медаль «За отвагу» (30.09.1943).

- 15 мая 1985 года получил звание «Почётный гражданин Северодвинска».

## Память
- Именем А. Д. Юдина названа одна из улиц города Северодвинска.
- На доме, где он жил, и на здании школы № 21 установлены мемориальные доски.
- Его имя присвоено северодвинской школе № 21.